# Emisfero

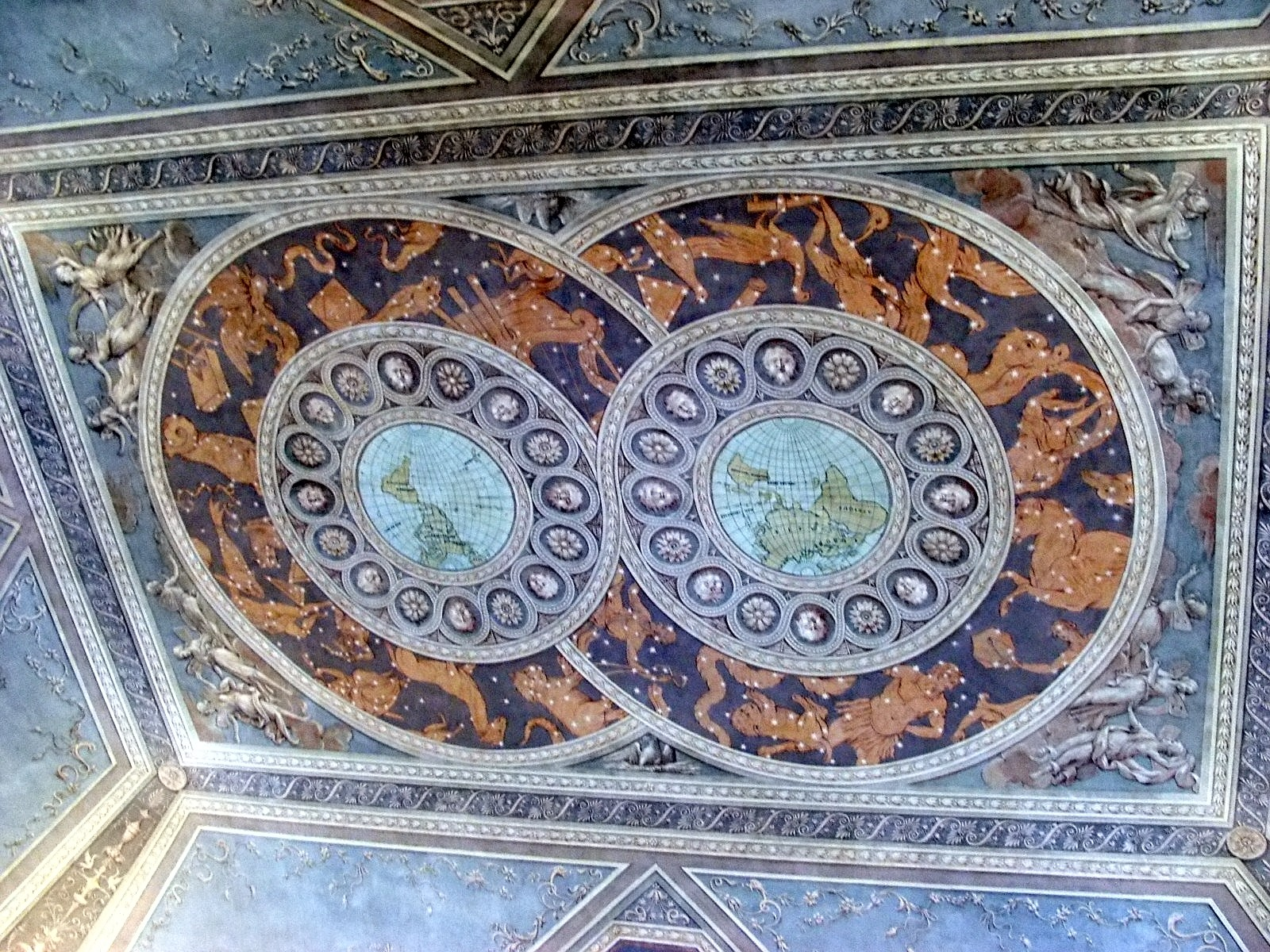
Gli emisferi con i segni zodiacali e le costellazioni, affresco di Carlo Vanvitelli e Filippo Pascale per la Reggia di Caserta (seconda metà del XVIII secolo)

Col termine emisfero (dal latino hemisphaerium e dal greco ἡμισϕαίριον, hemisphaírion = "mezza sfera") ci si riferisce a ciascuna delle due metà di una sfera perfetta divisa da un qualunque piano che ne contenga il centro. Trattasi di un tipo particolare di porzione sferica.

## Geografia

### Nord e sud
In geografia si definisce emisfero boreale, emisfero settentrionale o emisfero nord di un corpo celeste la calotta sferica che va dal suo equatore al suo polo nord, mentre invece l'emisfero australe, emisfero meridionale o emisfero sud è quella che va dall'equatore al polo sud.
Ai fini geografici si definisce polo nord quel punto di un corpo celeste sulla cui verticale si osservi un moto di rotazione antiorario e viceversa per il polo sud.

### Est ed ovest
Un'altra divisione comune degli emisferi terrestri è quella tra emisfero occidentale ed emisfero orientale: il primo è posto a ovest del meridiano di Greenwich (o meridiano primo), mentre l'emisfero orientale è quello situato a est dello stesso meridiano.
Ogni cerchio massimo divide il pianeta in due emisferi, sono quindi definibili un numero infinito di emisferi come ad esempio l'emisfero continentale e l'emisfero oceanico.

## Astronomia

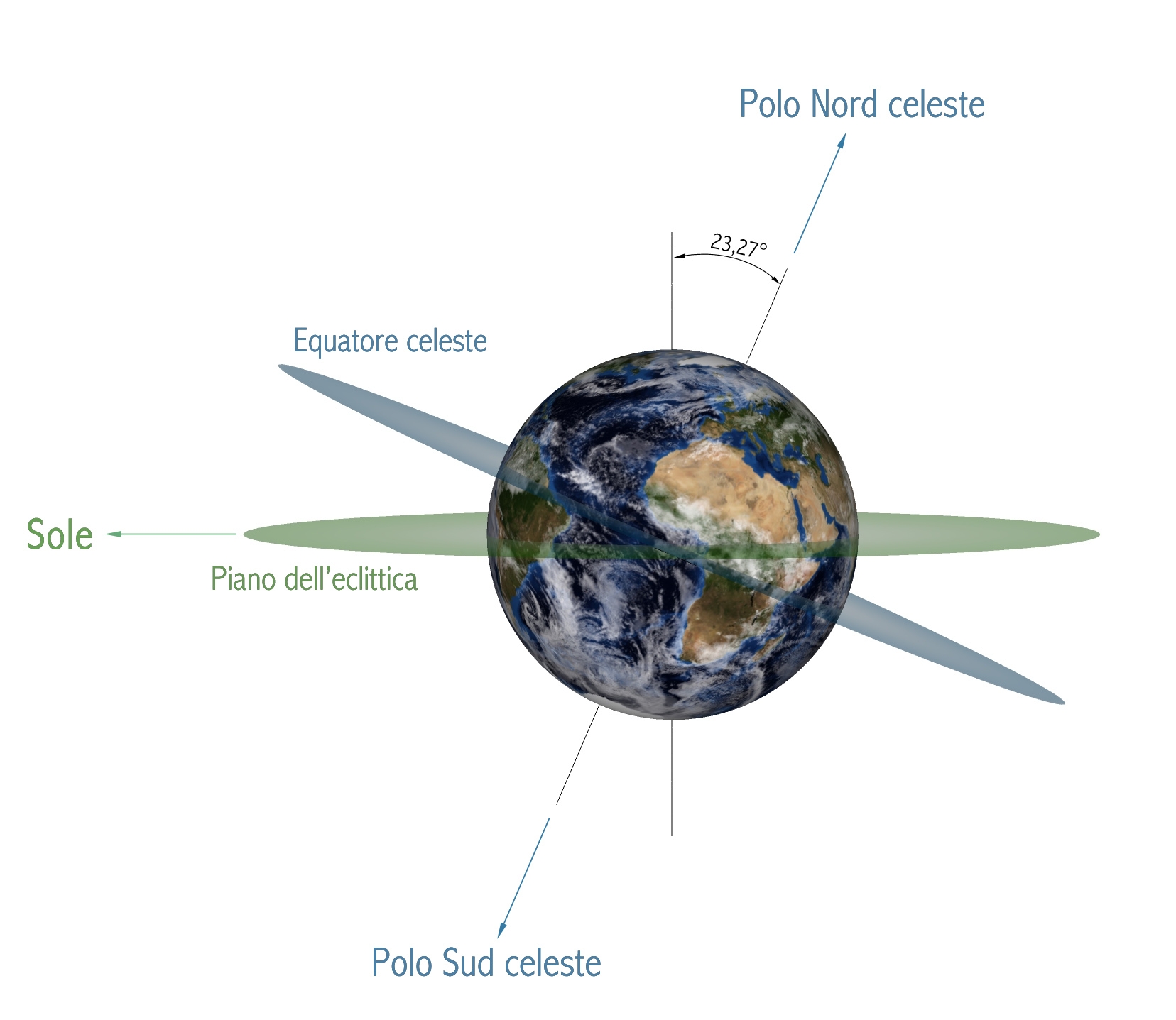
L'equatore terrestre divide la sfera terrestre in due emisferi celesti: quello nord e quello sud.

In astronomia, l'emisfero celeste è ognuna delle due metà della sfera celeste divise dal piano dell'equatore celeste, da cui si individuano gli emisferi nord e sud della sfera celeste.
Nel sistema di coordinate celesti equatoriali i due emisferi sono caratterizzati da una latitudine di segno differente (rispettivamente +90° dal polo nord celeste e -90° dal polo sud celeste.
La parte di cielo situata a nord del piano equatoriale è detta emisfero celeste boreale, quella situata a sud emisfero celeste australe.
L'emisfero anteriore di un pianeta, asteroide o satellite naturale è quello che costantemente precede l'altro nell'orbita attorno al pianeta o alla stella madre. L'emisfero posteriore è invece quello che segue.